# Tramlijn 18 (Amsterdam)
 Tramlijn 18 is een voormalige tramlijn in Amsterdam. Sinds 1951 kent Amsterdam geen tramlijn 18 meer.

## Beknopte geschiedenis
De Amsterdamse tramlijn 18 werd ingesteld op 18 november 1913 op de route Stationsplein – Prins Hendrikkade – Kadijksplein – Kattenburgerplein – Mariniersplein. In 1915 werd de lijn via het Damrak verlengd naar de lus om de Bijenkorf (Beursstraat – Dam). Tussen 1918 en 1922 werd de lijn tweemaal tijdelijk opgeheven in verband met een hoog ziektecijfer bij het personeel.
Vanaf 28 september 1922 ging lijn 18 weer rijden en werd tevens verlengd vanaf het Centraal Station via de Haarlemmerstraat – Haarlemmerdijk – Haarlemmerplein – Nassauplein – Haarlemmerweg naar Sloterdijk en verving hiermee de eerste lijn 12. Per 1 januari 1932 werd de lijn ingekort tot Sloterdijk – Nassauplein. Het lijngedeelte Kattenburgerplein – Mariniersplein werd tramloos. Dit was ook een van de eerste definitief opgeheven tramtrajecten van de elektrische tram. Met de staking van de tramdiensten per 9 oktober 1944 verdween ook lijn 18, om pas op 28 april 1947 weer op straat te verschijnen. Per 1 januari 1951 werd lijn 18 opgeheven en vervangen door buslijn L.
Plannen tot verbussing waren er al voor de Tweede Wereldoorlog. Lijn 19 werd in 1938 door een busdienst vervangen, maar bij lijn 18 gebeurde dat pas meer dan twaalf en een half jaar later. Deze lijn was in zijn laatste jaren een anachronisme geworden, een van de laatste lijnen met kopeindpunten, bijna geheel enkelsporig met wisselplaatsen en geëxploiteerd met Unionmotorwagens, harmonicatrams en eenmanwagens (waaronder zelfs de wagens in gebruik geweest bij lijn 22, de ringlijn om het Centraal Station). Bijwagens kwamen hier nooit voor.

## Trivia

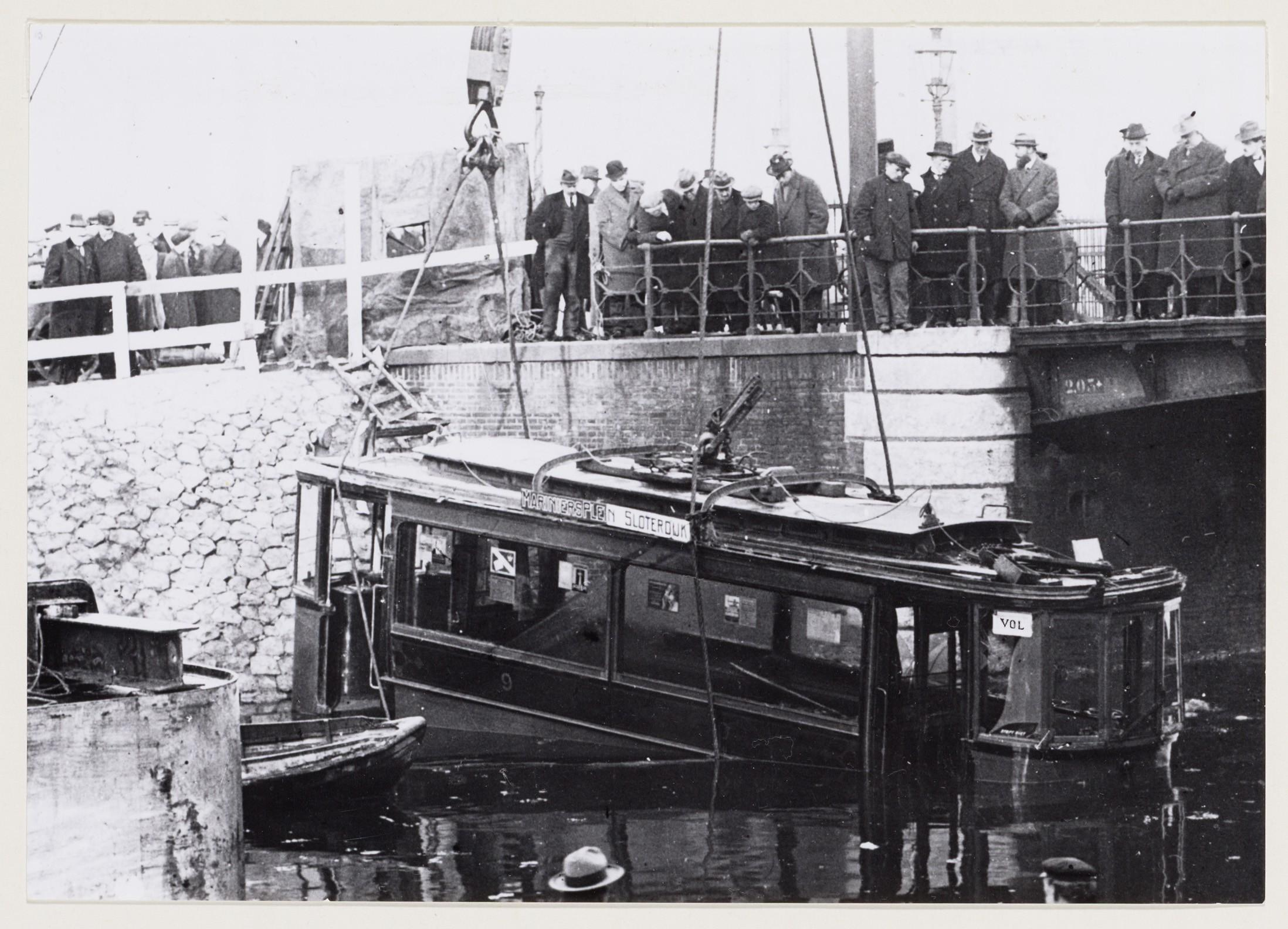
motorwagen 9 te water geraakt, 2 januari 1924

Op 2 januari 1924 raakte motorwagen 9 op de Willemsbrug met zijn kop in de Singelgracht en moest er met een kraan worden uitgetakeld.